# Eftra landskommun
Eftra landskommun  var en tidigare kommun i Hallands län.

## Administrativ historik
När 1862 års kommunalförordningar trädde i kraft inrättades i Sverige cirka 2 500 kommuner. Huvuddelen av dessa var landskommuner (baserade på den äldre sockenindelningen), vartill kom 89 städer och åtta köpingar. Då inrättades i  Eftra socken i Årstads härad i Halland denna kommun. 
Vid kommunreformen 1952 uppgick denna  landskommun i Årstads landskommun som senare 1971 uppgick i Falkenbergs kommun.

## Politik

### Mandatfördelning i Eftra landskommun 1938-1946
| 11 | 9 |

| 19 |

| 9 | 6 | 5 |

| 18 |

| 9 | 7 | 4 |

| 17 | 3 |